# Un adieu portugais
Pour plus de détails, voir Fiche technique et Distribution.
Un adieu portugais (Um Adeus Português) est un film dramatique portugais écrit et réalisé par João Botelho et sorti en 1986.

## Fiche technique
- Titre original : Um Adeus Português
- Réalisateur : João Botelho

## Distribution
- Isabel de Castro : Piedade
- Ruy Furtado : Raul
- Maria Cabral : Laura
- Fernando Heitor : Alexandre
- Cristina Hauser : Rosa
- Henrique Viana : Editor
- João Perry : Jorge
- António Peixoto : Priest
- Anamar :
- Zé da Guiné : soldat
- André Gomes :
- Cremilda Gil : Maid
- António Reis :
- Osório Mateus :
- Ana Jotta :
- Marina Vasquez :
- Antonio Sequeira : soldat (comme António Manuel Sequeira)
- Luís Lucas : soldat
- Diogo Dória : soldat
- José António Camões : soldat
- José Jorge Duarte : soldat
- Fernando Oliveira : soldat
- Antonio Caldeira Pires : soldat
- Roberto Sambela : soldat
- Luciano Alvarez : soldat
- João Nascimento : soldat
- Marcello Cerqueira : soldat
- Nelson Morais : soldat
- Antônio Coelho :
- Francisco Botelho : le fils de Rosa (non crédité)
- António Sequeira Lopes : soldat (non crédité)